# Guillemette de Sarrebruck
Guillemette de Sarrebruck, née vers 1490,  morte en 1571, au château de Braine, est duchesse de Bouillon et comtesse de Braine. 

## Biographie

### Naissance
Guillemette de Sarrebruck est la fille de Robert II de Sarrebruck-Commercy et de Marie d'Amboise. Elle est par sa mère, la nièce du cardinal d’Amboise. En 1525, elle hérite du comté de Braine à la mort de son frère Amé III de Sarrebruck-Commercy. Elle est aussi dame de Montagu, de Neufchâtel, de Pontarcy et de La Ferté-Gaucher. 

### Mariage et descendance
Le 1er avril 1510, elle épouse au château de Vigny le futur duc de Bouillon Robert III de La Marck, qui meurt en 1536. 
Ils n’ont qu’un seul enfant, Robert IV de La Marck, duc de Bouillon et prince de Sedan, futur maréchal de France, né en 1512. Celui-ci épouse en 1538 Françoise de Brézé, fille de Louis de Brézé, grand sénéchal de Normandie et petit-fils du roi Charles VII, et de Diane de Poitiers. Ce fils unique est empoisonné en 1556 sur ordre de Charles Quint.

### Dame d'honneur
Elle est  dame d'honneur des reines de France Anne de Bretagne, Éléonore de Habsbourg, Catherine de Médicis et Marie Stuart (1559-1560). Elle est aussi gouvernante des filles de France.
Jean Clouet la représente vers 1537. Ce dessin a fait partie de la collection de Catherine de Médicis (collection conservée au Musée Condé du château de Chantilly).
Elle meurt le 20 septembre 1571 au château de Braine et est enterrée à l'abbatiale Saint-Yved de Braine.

## Postérité
Elle figure en 2022 dans une exposition intitulée Renaissance des femmes, organisée par le château de Blois, et consacrée aux « femmes puissantes de la Renaissance, effacées de l’histoire ».